# 索尔德河畔布里农
索尔德河畔布里农（法語：Brinon-sur-Sauldre，法語發音：[bʁinɔ̃ syʁ soldʁ]）是法国谢尔省的一个市镇，位于该省北部，属于维耶尔宗区。

## 地理
索尔德河畔布里农（47°33'53"N, 2°15'18"E）面积116.3 平方千米，位于法国中央-卢瓦尔河谷大区谢尔省，该省份为法国中部省份，北起卢瓦雷省，西接卢瓦-谢尔省和安德尔省，南至克勒兹省，东南接阿列省，东临涅夫勒省。
与索尔德河畔布里农接壤的市镇（或旧市镇、城区）包括：克莱蒙、圣蒙泰娜、沙翁、索尔德河畔皮埃尔菲特、苏埃姆、塞尔东、伊德。

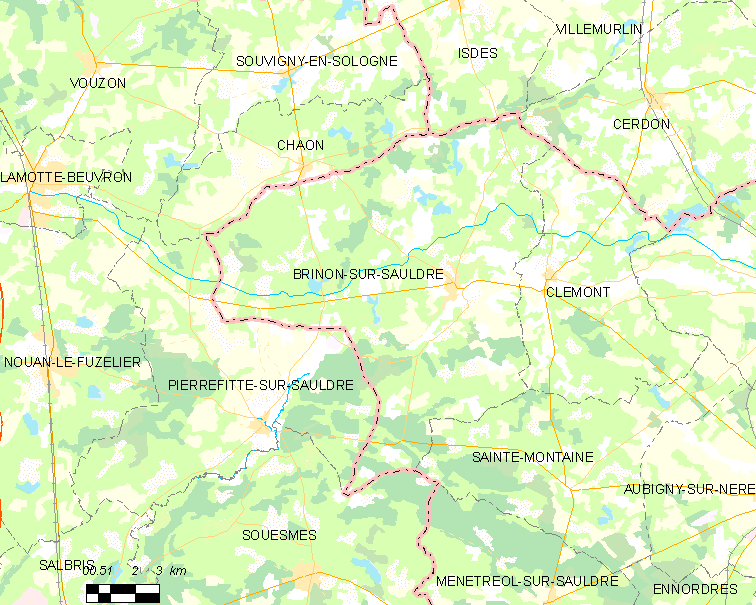
索尔德河畔布里农的OSM定位图

索尔德河畔布里农的时区为UTC+01:00、UTC+02:00（夏令时）。

## 行政
索尔德河畔布里农的邮政编码为18410，INSEE市镇编码为18037。

## 政治
索尔德河畔布里农所属的省级选区为内尔河畔欧比尼县。

## 人口

1962-2008年间索尔德河畔布里农人口变化图示

索尔德河畔布里农于2022年1月1日时的人口数量为972人。